# Barbetismo
Il barbetismo (in francese barbétisme), o movimento dei barbets, fu una spontanea reazione di resistenza clandestina della popolazione nizzarda alle soperchierie, quando non atrocità, compiute dalle truppe di occupazione francese allorché la contea di Nizza venne incorporata a forza nello stato repubblicano francese nel corso della guerra della prima coalizione, con l'attacco militare effettuato dal generale Anselme nel 1793. La volontà di scristianizzare il paese, com'era avvenuto in Vandea ed in Bretagna, le requisizioni militari e la coscrizione obbligatoria dei giovani seguita dal loro arruolamento forzato, aumentarono notevolmente le schiere dei barbets.
Verso la fine della Rivoluzione francese la comparsa di briganti che mascheravano i loro atti di violenza spacciandoli per resistenza all'occupante, gettarono parecchio discredito sul movimento.
Il Primo Impero francese vide il declino dei barbets, poiché i veri insorti rinunciarono ad una lotta che non li riguardava più ed i banditi venivano denunciati dalla popolazione stessa alle autorità francesi.

## La nascita del barbetismo
Il 29 settembre 1792, alle ore 16, il generale francese d’Anselme entrava con le sue truppe in Nizza, fino a quel momento appartenente ai territori del regno di Sardegna, e v'instaurava un'amministrazione provvisoria.
Il 12 ottobre il generale intraprese la conquista del circondario, la cui popolazione era indifferente al cambiamento politico. Tuttavia, molto presto, l'opinione generale si volse contro i francesi a causa delle requisizioni ordinate dai militari, dei saccheggi e delle esazioni compiuti dalle truppe occupanti. Questi eccessi furono denunciati anche dal rappresentante delle autorità rivoluzionarie, inviato in missione nella zona,  Filippo Buonarroti.
In reazione a questi comportamenti oppressivi e depredativi si costituirono spontaneamente milizie irregolari di contadini e cittadini. La loro costituzione fu facilitata dal fatto che nel 1791 un decreto del duca di Savoia Vittorio Amedeo III aveva ordinato la creazione di milizie incaricate della difesa dei territori montani. Molti uomini quindi erano già addestrati, organizzati ed armati.
Il 16 marzo 1793 una lettera dei commissari delle Alpi Marittime, indirizzata al Comitato della Guerra a Parigi, cita l'esistenza di milizie irregolari a Sospello. Il termine "irregolari" venne utilizzato in quanto si trattava di soldati senza uniforme, poco disciplinati, non comandati da ufficiali di carriera e fra di loro vi erano anche donne.
Nati così, essi praticavano colpi di mano, imboscate, ed attentati contro le truppe francesi, in una vera e propria guerriglia di logoramento per queste ultime.

## La crescita del barbetismo
Nel mese di maggio 1794 l'intera contea di Nizza era occupata dalle truppe rivoluzionarie francesi e l'esercito regolare sardo di Vittorio Amedeo III di Savoia, come quello del suo alleato austriaco, era scomparso dalla scena. Al contempo il tentativo di scristianizzazione del dipartimento era al culmine, ciò che spiega la recrudescenza delle attività dei barbets, molto attaccati alla religione cattolica.
Con la firma del trattato di Parigi, avvenuta il 15 maggio 1796, la contea di Nizza e la Savoia divennero territorio francese. Tra la fine delle ostilità e la firma del trattato molti uomini, fra i quali anche ufficiali idonei al comando, rientrarono alle loro case e parecchi di essi, secondo un rapporto del rappresentante rivoluzionario Beffroy, redatto il 2 messidoro dell'anno III (20 giugno 1795), «…divennero barbets o spie del barbetismo…»,
Nel corso dell'anno 1796 molti partigiani barbetisti s'installarono nel retroterra e comparve una deviazione dal barbetismo originario, con la quale talvolta veniva abbandonato il lealismo monarchico per il banditismo puro e semplice.
Occorre tuttavia osservare che in una regione economicamente devastata e popolata da emarginati e di declassati sociali di ogni sorte, era diventato difficile vivere onestamente. Da questo momento i repubblicani parlarono di "nuova Vandea" e ripresero a commettere massacri, saccheggi, incendi ed esecuzioni d'ostaggi per rappresaglia.

## L'apogeo del barbetismo
L'anno 1799, periodo d'una nuova persecuzione religiosa, condotta dal generale francese di origine nizzarda Andrea Massena, vide un nuovo incremento delle truppe di barbets, che ricevevano l'apporto dei coscritti, refrattari all'arruolamento coatto nell'esercito rivoluzionario francese, e da disertori già in esso forzatamente arruolati.
Il 9 maggio 1800, a seguito dei rovesci subiti dai francesi in Italia ad opera delle truppe austriache, Nizza ed il suo entroterra tornarono, per venti giorni, sotto l'autorità del Regno di Sardegna. I barbets compirono per l'occasione, a loro volta, eccessi di violenza nei confronti dei soldati francesi, abbandonati dai colleghi negli ospedali cittadini, e dei cosiddetti "collaborazionisti". Molti di essi, poi,  ne approfittarono per compiere personali vendette e regolamenti di conti, che nulla avevano a che fare con il conflitto franco-sardo.
IL 29 maggio le truppe francesi rientravano in Nizza ed il nuovo prefetto Flourens si accinse a ristabilire l'ordine, lanciando anche un appello per un'unione fraterna. D'altra parte, da Parigi, il Ministro di Polizia Joseph Fouché sorvegliava attentamente le operazioni per il ristabilimento dell'ordine.

## Il declino del barbetismo
Sotto il periodo consolare l'incremento del brigantaggio e le sollecitazioni della popolazione per il ritorno alla normalità, marginalizzarono i barbets, la denuncia dei quali alle autorità non era più oggetto di timore.
Dal 1800 al 1804 un intervento energico contribuì alla riappacificazione del dipartimento stesso e se vi fu talvolta, nel corso del primo impero qualche rigurgito di rivolta, esso era piuttosto legato ad azioni di banditismo vero e proprio. Le forze dei barbets, in questi casi, erano costituite allora prevalentemente da disertori dell'esercito e da coscritti refrattari alla leva obbligatoria.
All'inizio del 1814 il malcontento sociale per le continue guerre incessanti, cui Napoleone sottoponeva il Paese e la povertà economica del dipartimento, provocarono un sussulto di violenze, confortate dall'abdicazione di Napoleone I, avvenuta nel mese di aprile. La calma ritornò a fine aprile, insieme alle truppe dell'esercito austro-sardo, che entrava in Nizza.
Una lettera del 16 maggio 1814, emanata dalle autorità sarde, vietava ai barbets ogni manifestazione di guerra o violenta. Con il Trattato di Parigi del 30 maggio 1814 il re di Sardegna Vittorio Emanuele I riprese possesso della contea di Nizza.
A quella data i barbets cessarono di esistere.